# Chicago Tribune
«Чикаго трибюн» (англ. Chicago Tribune переводится как «Чикагская трибуна») — наиболее популярная газета Чикаго и американского Среднего Запада. Несмотря на принятый в 1920-е гг. девиз «величайшая газета мира», «Чикаго трибюн» остаётся в значительной степени региональным изданием.

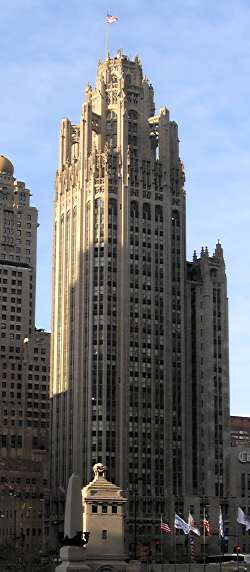
Высотное здание Трибьюн-тауэр, которое редакция газеты занимала с 1925 по 2018 год

Газета была основана в 1847 году и через 8 лет чуть было не обанкротилась, после чего её выкупил предприимчивый канадец Джозеф Медилл вместе с пятью партнёрами. Издание сделало своё имя на освещении Гражданской войны в США. В конце 1850-х газета стала одним из рупоров аболиционизма. Медилл оставался издателем газеты до 1899 года и приобрёл такой авторитет, что смог избраться мэром Чикаго. В 1874 Медилл приобрёл контрольный пакет в Трибьюн и оставался ее издателем до своей смерти.
В 1914 г. владение газетой перешло к полковнику Роберту Маккормику, внуку Метила, который покончил с отличавшим её прежде либерализмом. Маккормик требовал изоляции США от внешнего мира в годы мировых войн и жёстко критиковал администрацию Рузвельта. До 1925 года он управлял изданием совместно со своим двоюродным братом Джозефом Медиллом Петерсоном, но позднее возглавил ее единолично, когда партнёр ушёл редактором в нью-йоркское издание. Он был ярым противником Франклина Рузвельта и Дуайта Эйзенхауэра. Маккормик умер в 1955 году. После его ухода из жизни издание изменило редакционную политику и начало писать о жизни Чикаго и Среднего Запада США — промышленности, сельского хозяйства, торговли и социальной жизни. В конце 60-х — при издателе Гарольде Грумхаусе (1969-73) и редакторе Клейтоне Киркпатрике (1969-79) — консервативная позиция издания была смягчена и уравновешена.
В 2002 году у издания появилось бесплатное таблоидное приложение RedEye для молодежи.
В 2008 году компания была продана за 8 миллиардов 200 миллионов долларов американскому миллиардеру Сэмюэлю Зеллу.
«Чикаго трибюн» являлось ядром медиа-конгломерата Tribune Company. В 2014 издательское подразделение было выделено в отдельную компанию, а Tribune Company стала частью вновь созданной компании Tronc, Inc.
Журналисты и коллектив издания 27 раз становились обладателями Пулитцеровской премии в области журналистики.
На президентских выборах 2016 года поддержала кандидата от Либертарианской партии Гэри Джонсона. 

## Известные сотрудники
- Додд, Марта — американская журналистка и публицистка. Дочь Эдварда Уилиама Додда — посла США в Германии при Франклине Рузвельте. Работала в газете помощником литературного редактора. Вместе со своим мужем занималась шпионажем в пользу Советского Союза в течение Второй мировой и Холодных войн. Умерла в 1990 году в Праге[10].
- Майкл Ройко — колумнист издания, написавший около 8000 публикаций. Многие из них изданы в книгах. Майклу посвящены 2 биографические книги. В газете работал с 1984 года. Умер в 1997 году[11].
- Кларенс Пейдж — лауреат Пулитцеровской премии 1989 года, проработавший полвека в журналистике. Член чикагского журналистского зала славы. В издании писал о полиции, религии… выступал даже в роли рок-критика. В 1976 был отправлен собственным корреспондентом в Африку. С 1980 по 1986 работал на телевидении, но вернулся в Трибьюн в качестве колумниста и члена редакционного совета[12][13].